# 科斯泰爾城堡

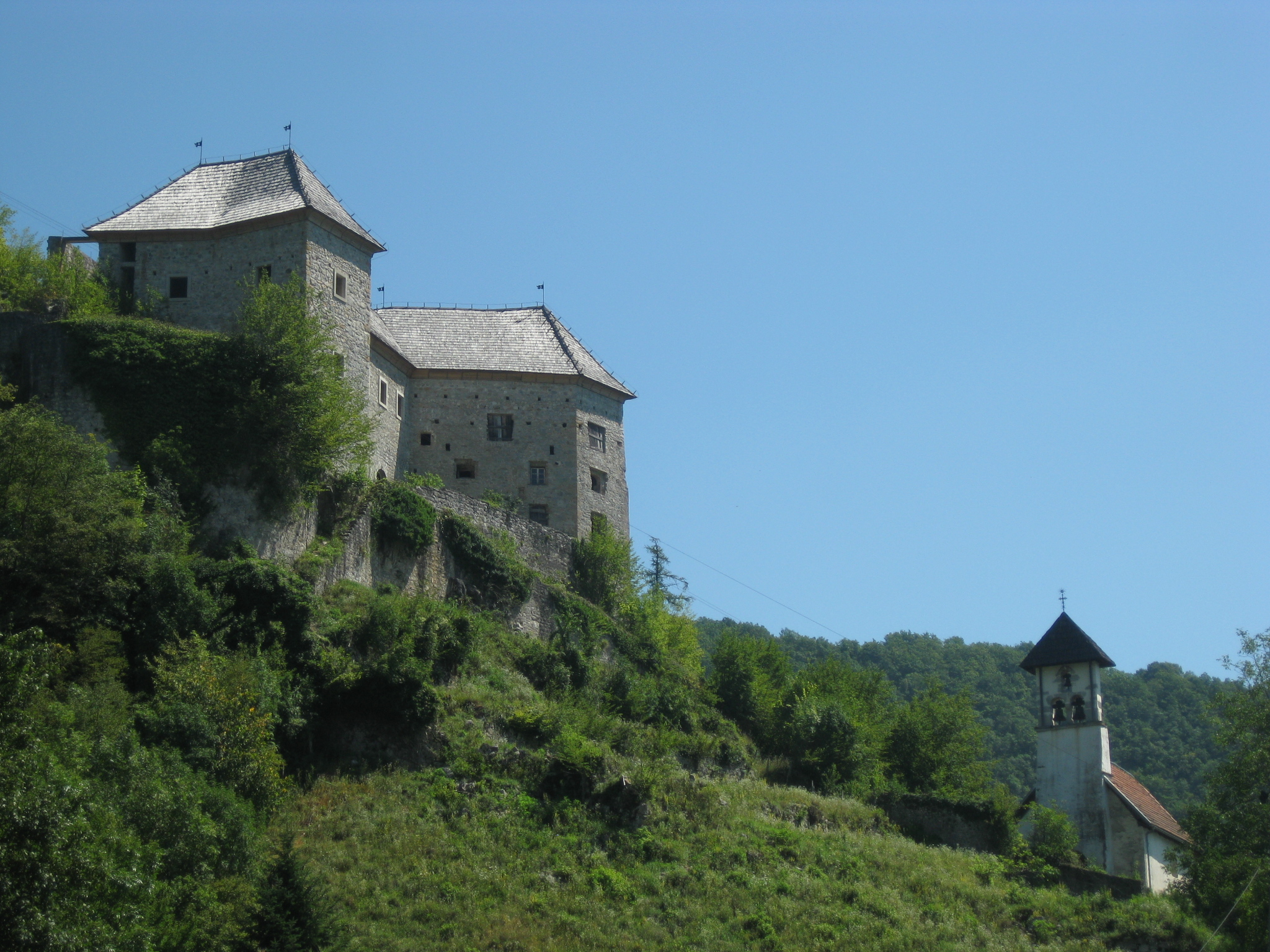
科斯泰爾城堡

科斯泰爾城堡是位於斯洛維尼亞東南部科斯泰爾的一座城堡。這座城堡靠近斯洛維尼亞和克羅埃西亞國境。在15和16世紀，這座城堡曾是對抗奧斯曼土耳其帝國的前線。

## 外部連結
- Kostel municipal site

45°30′31″N 14°54′36″E / 45.50861°N 14.91000°E